# Imelda (insecte)
Pour les articles homonymes, voir Imelda.
Genre
Imelda est un genre d'insectes lépidoptères de la famille des Riodinidae et de la sous-famille des Riodininae. 
Ils résident en Amérique du Sud.

## Dénomination
Le genre a été nommé par William Chapman Hewitson en 1870.

## Liste des espèces
- Imelda aenetus (Hewitson, 1874); présent en Bolivie et au Pérou.
- Imelda mycea (Hewitson, [1875]); présent en Colombie en en Équateur

### Source
- Imelda sur funet